# Florencia Habif
Florencia Habif (ur. 22 sierpnia 1993) – argentyńska hokeistka na trawie. Srebrna medalistka olimpijska z Londynu.
W reprezentacji Argentyny debiutowała w 2011. Z kadrą brała udział m.in. w igrzyskach panamerykańskich w 2011 (drugie miejsce) oraz turniejach Champions Trophy (zwycięstwo w 2012).